# First Pull Up, Then Pull Down
Albums de Hot Tuna
Hot Tuna
(1970) Burgers
(1972)
First Pull Up, Then Pull Down est le deuxième album du groupe de blues rock Hot Tuna, sorti en 1971. Comme son prédécesseur Hot Tuna, il a été enregistré en public, mais inclut cette fois-ci des instruments électriques et une batterie.

## Titres

### Face 1
1. John's Other (Papa John Creach) – 8:12
2. Candy Man (Reverend Gary Davis) – 5:44
3. Been So Long (Jorma Kaukonen) – 3:42
4. Want You to Know (Bo Carter) – 4:26

### Face 2
1. Keep Your Lamps Trimmed and Burning (Davis) – 8:08
2. Never Happen No More (Blind Blake) – 3:47
3. Come Back Baby (trad. arr. Kaukonen) – 9:28

## Musiciens
- Jorma Kaukonen : guitare, chant
- Jack Casady : basse
- Will Scarlett : harmonica
- Papa John Creach : violon électrique
- Sammy Piazza : batterie